# Marleen Felius
Marleen Felius (Hillegersberg, 23 januari 1948)  is een beeldend kunstenaar met als hoofdonderwerp runderen.

## Biografie

### Loopbaan
Van 1965 tot 1970 volgde zij haar opleiding aan de Academie voor Beeldende Kunsten in Rotterdam. Als examenwerkstuk maakte zij schilderijen van rundvee. 
Ze exposeert nationaal en internationaal in musea en galeries.
Op de Nationale Rundvee Manifestatie portretteert zij de kampioenskoeien die als prijs aan de fokker wordt overhandigd. Zo ook heeft zij de fokstier "Sunny Boy" van het CRV geschilderd.
Felius heeft studie naar rundveerassen over de gehele wereld gedaan. Zij schreef onder andere de encyclopedie “Cattle Breeds, an Encyclopedia” en illustreerde deze met foto's en aquarellen. In 1995 is deze – samen met vele originele aquarellen – aan de Kunsthal Rotterdam aangeboden.
Als promovendus aan de Universiteit Utrecht verdedigde zij in 2016 haar proefschrift over de noodzaak van diversiteit bij runderrassen.
Naast haar schilderwerk en boeken over runderen, verzamelt zij ook objecten van en over deze dieren, zoals koebellen en hoorns. Andere landbouwhuisdieren zoals varkens hebben eveneens haar aandacht.
Samen met bioloog/schrijver Anno Fokkinga won zij in 2000 met het boek “Het Varken” de Eurekaprijs voor wetenschapscommunicatie.

### Privé
Marleen Felius is getrouwd met kunstschilder John van 't Slot.